# Urothoe atlantica
Urothoe atlantica is een vlokreeftensoort uit de familie van de Urothoidae. De wetenschappelijke naam van de soort is voor het eerst geldig gepubliceerd in 2004 door Bellan-Santini & Menioui.